# Køkkenmøddinger im Krabbesholmskov
Die beiden Køkkenmøddinger im Krabbesholmskov (Wald) sind zwei prähistorische Abfallhaufen aus Muschelschalen. Sie liegen am Fuße eines Südhanges bei Skive in der Region Midtjylland in Jütland in Dänemark. 
Die Køkkenmøddinger sind 30 bis 40 Meter lang, 12 bis 15 Meter breit und bis zu einem Meter dick. Bereits im Jahre 1831 wurden von Jens Dalsgård Artefakte aus dem östlichen Haufen dem Nationalmuseum übergeben. Es ist der früheste Fund aus einem dänischen Abfallhaufen. Die Ausgrabung im Jahr 1889 offenbarte, dass die untere Schicht durch Austernschalen gekennzeichnet ist, während  der obere Teil aus Schalen der Herzmuschel besteht. Die älteste Schicht stammt von der mesolithischen Ertebølle-Kultur (4800–4000 v. Chr.) Die jüngere obere Schicht stammt von der neolithischen Trichterbecherkultur (TBK; 4000–2700 v. Chr.)
Bei Resen, südlich des Krabbesholmskov, wurde eine von nur sieben in Dänemark bekannten Tierfiguren aus Bernstein gefunden.